# Piotr Chrapkowski
Piotr Chrapkowski, né le 24 mars 1988 à Kartuzy, est un handballeur international polonais, évoluant au poste d'arrière gauche dans le club allemand du SC Magdebourg.

## Palmarès

### En club
sauf précision, le palmarès est acquis avec le KS Kielce
Compétitions internationales
- Vainqueur de la Ligue des champions (2) : 2016 et 2023 avec le SC Magdebourg
  - 3e place en 2015

Compétitions nationales
- Vainqueur du champion de Pologne (5) : 2011 (avec Plock), 2014, 2015, 2016 et 2017
- vainqueur de la coupe de Pologne (4) : 2014, 2015, 2016 et 2017

### En sélection
championnats du monde
- médaillé de bronze au championnat du monde 2015
- 17e place au championnat du monde 2017
- 13e place au championnat du monde 2021

championnats d'Europe
- 6e place au championnat d'Europe 2014
- 7e place au championnat d'Europe 2016